# Žďárek
Žďárek là một làng thuộc huyện Liberec, vùng Liberecký, Cộng hòa Séc.